# Watta! Itta!
『Watta！Itta!』（ワッタイッタ）は、ラジオ沖縄で2022年9月30日より放送しているラジオ番組。放送時間は毎週金曜 22:00 - 22:30で、翌週木曜日にはPodcastでの配信も行っている。

## 概要
パーソナリティのクワエリョウが、沖縄県内外で活躍するウチナーンチュを毎週ゲストに迎え、そのゲストのこれまでの生い立ちや県外に出た時のエピソード、沖縄でのフェイバリットスポット、そして現在の活動などを聞くトーク番組。
トークの収録はZoomを使って行われている。

## これまでの主なゲスト
- 三日月マンハッタン（第1回）
- 儀武ゆう子（第8回）
- 大嶺祐太（第14回）
- 金原亭杏寿（第15回）
- JaaBourBonz（第16回）
- 伊豆見香苗（第20回）
- 島袋全優（第28回）
- 金城美織（第31回）
- 島袋隼士（第33回）
- 赤嶺真吾（第34回）
- 佐久川智（第46回）
- 東風平高根（第52回）
- 並里成（第53回）
- アサガオ（第62回）
- 安次嶺希和子（第63回）
- 宮平鷹志（第64回）
- 垣花正（第66・67回）
- 白土武（第68回）
- 沖縄電子少女彩（第73回）
- 喜瀬健（第76回）
- 上里優（第85回）
- 山田一成（第88回）
- ベンビー（第91回）
- 新垣寿子（第92回）
- YAASUU（第93回）
- 照屋林賢（第105・106回）
- 永山尚太（第107回）
- TiiiDA（第112回）
- 宮平直樹（第114回）